# Westerkwartier (landstreek)

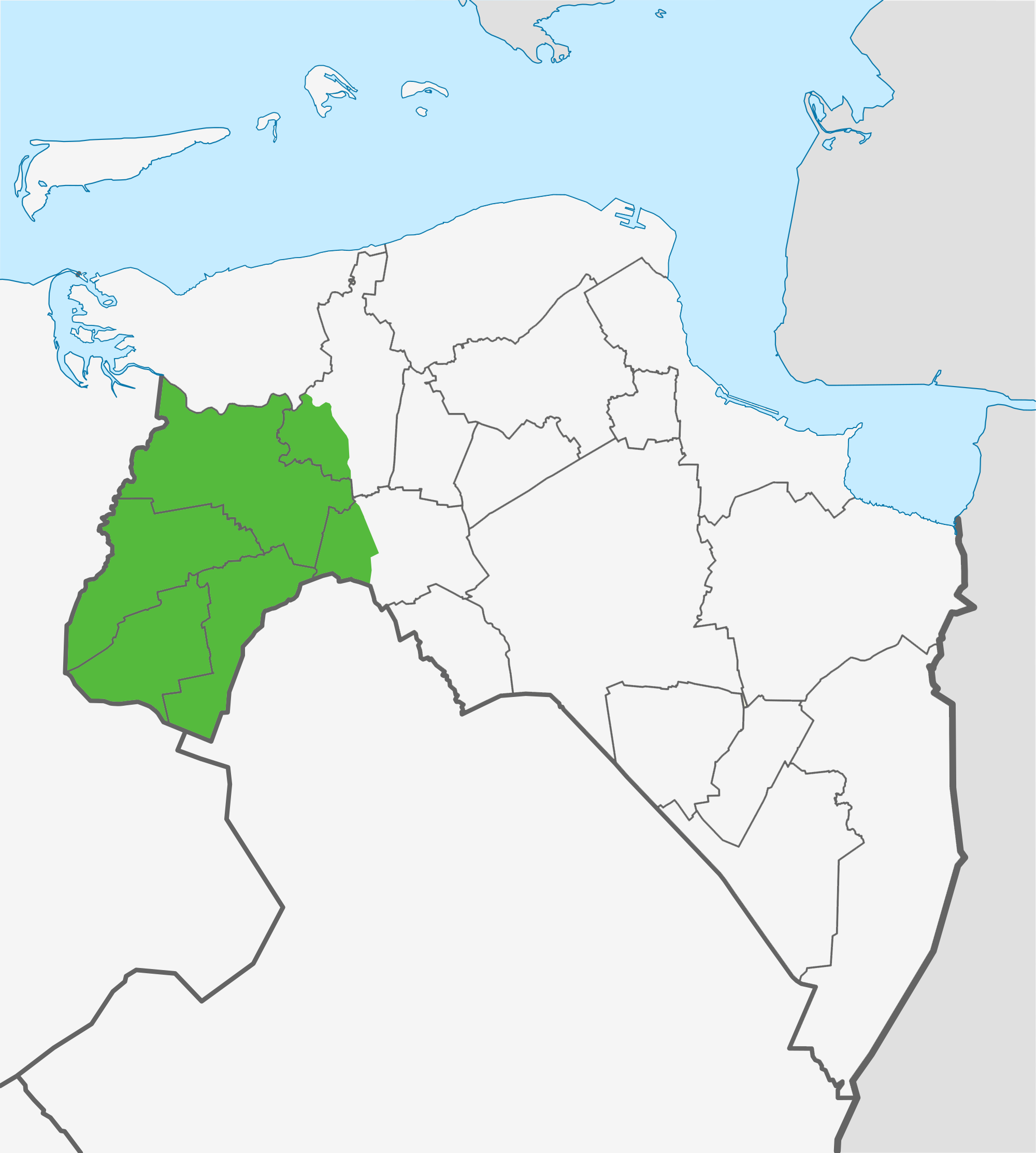
Locatie van het Westerkwartier in Groningen, gebaseerd op de definitie van de 19e-eeuwse gemeentegrenzen, over de gemeentegrenzen van 2018

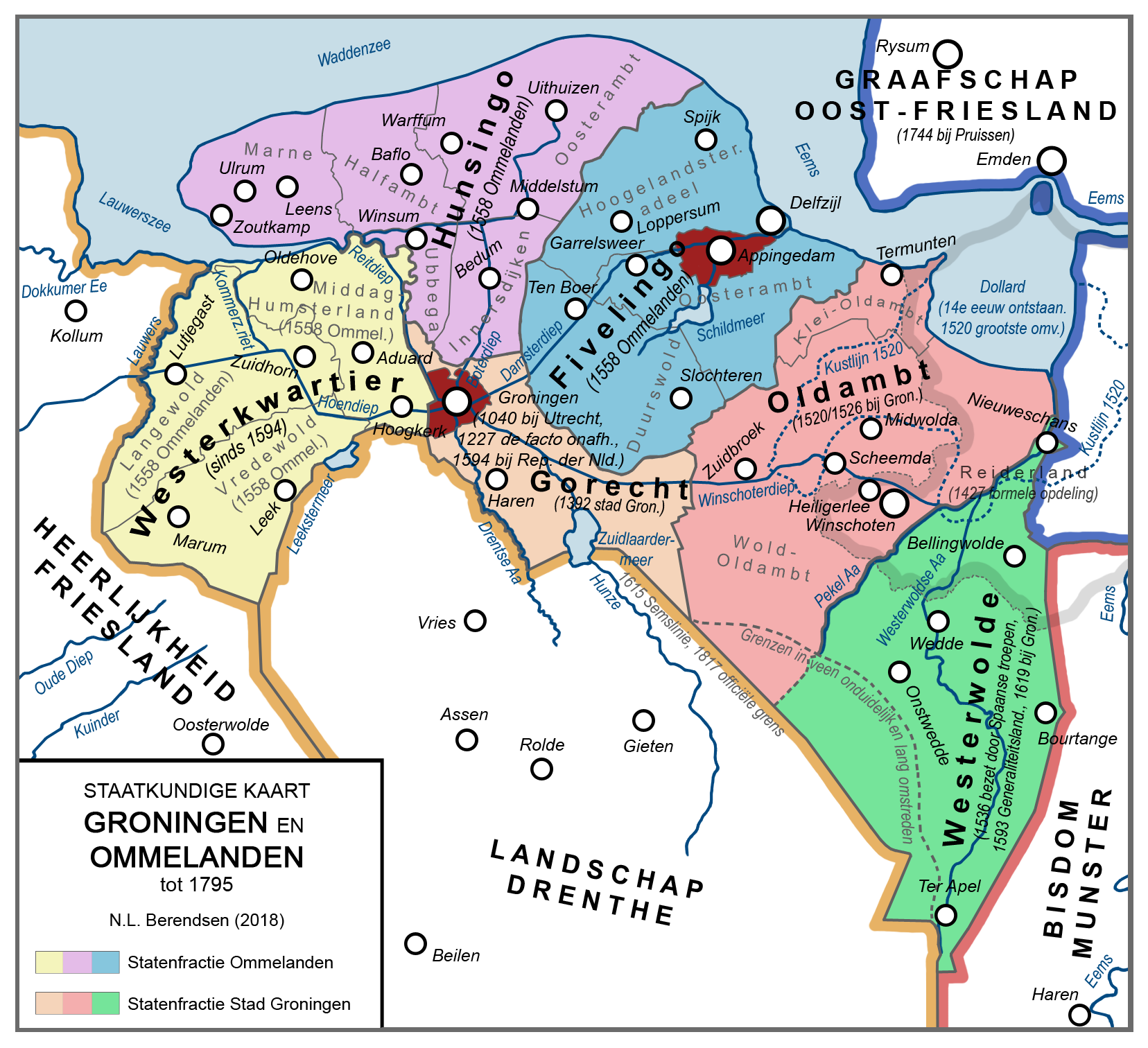
Westerkwartier en onderkwartieren in geel

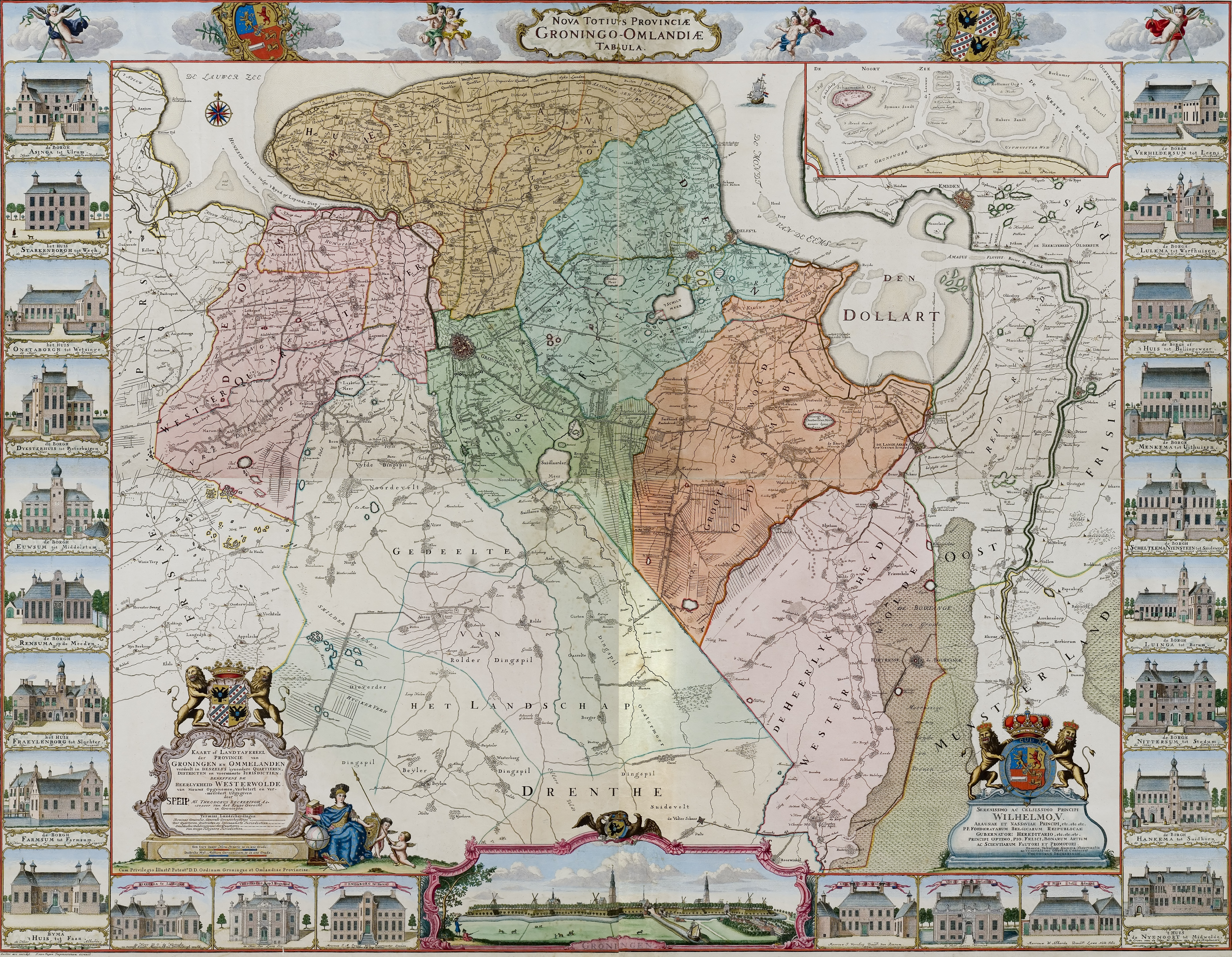
Oude kaart van Stad en Ommelanden in 1781, met het Westerkwartier in roze

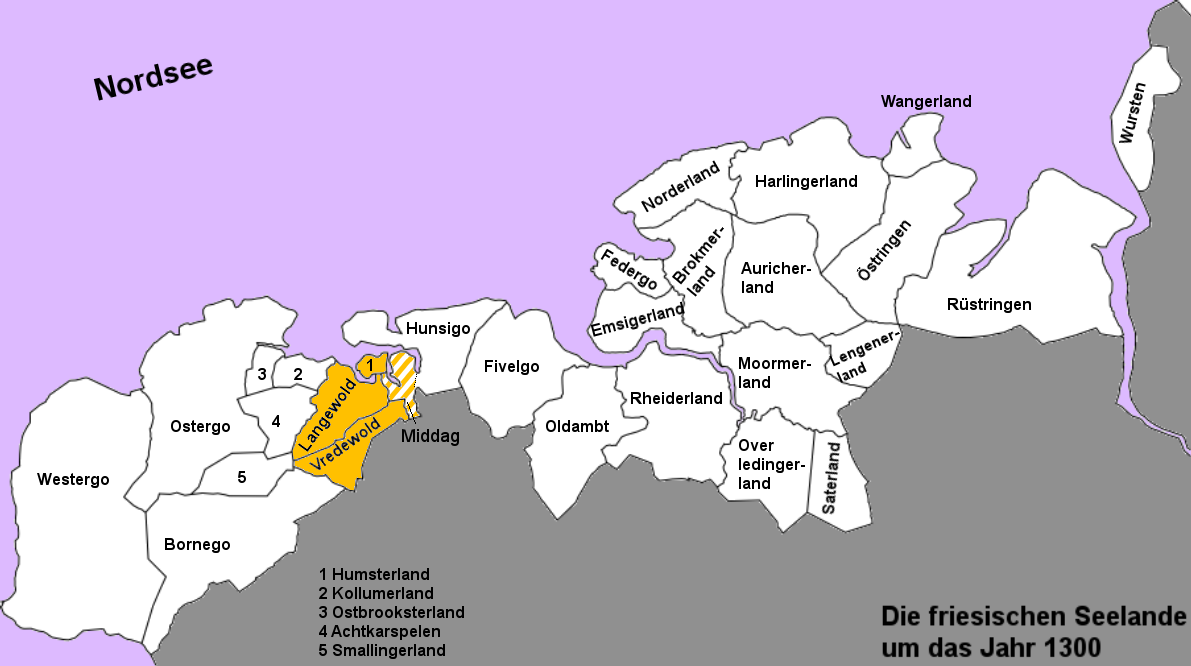
Locatie van het Westerkwartier in de Zeven Friese Zeelanden.

Het Westerkwartier (Gronings: Westerkertaaier; in de streek zelf: Westerkertier) is een landstreek in de Nederlandse provincie Groningen. Het was van 1594 tot 1798 een van de drie 'kwartieren' (districten) waaruit de Groningse Ommelanden bestuurlijk waren opgebouwd. 
Vóór 1594 viel het gebied uiteen in meerdere districten of landschappen, namelijk Vredewold, Langewold, Humsterland en Middag (dat echter tot Hunsingo werd gerekend). Na 1798 bleef de streeknaam Westerkwartier in zwang. 
Sinds het midden van de 19e eeuw maakt men onderscheid tussen het Noordelijk Westerkwartier (Middag en Humsterland, met de voormalige gemeenten Aduard, Ezinge, Grijpskerk, Hoogkerk, Oldehove en Zuidhorn) en het Zuidelijk Westerkwartier (Langewold en Vredewold, met Grootegast, Leek, Marum en Oldekerk).  
Het Zuidelijk Westerkwartier werd - vanwege de overeenkomsten met de Friese Wouden - in de 19e eeuw wel als Groninger Wouden (Fries: Grinzer Wâlden) gekenschetst.
Sinds 2019 valt de streek Westerkwartier vrijwel samen met de gelijknamige gemeente. Het gebied wordt begrensd door de Lauwers (tevens de grens met Friesland), Drenthe, het Reitdiep en de stad Groningen.

## Landschap
Noordelijk Westerkwartier bestaat grotendeels uit een oud kwelderlandschap met gave wierdedorpen (Ezinge, Oldehove, Niehove), een relatief kleinschalige verkaveling en vooral in het oostelijke deel veel grasland. Dit gebied herbergt sinds 2005 het Nationale Landschap Middag-Humsterland. 
Het polderlandschap ten zuiden van de voormalige Lauwerszee - tegenwoordig ook wel Lauwersland genoemd - is grootschaliger. In het westelijke deel kwam vanouds veel akkerbouw voor. Dit gebied zet zich voort in de vroegere gemeente Kollumerland en het noorden van Achtkarspelen (Noardeast-Fryslân). De landbouwstatistiek van 1912 rekende Middag tot de Centrale Weidestreek; het Humsterland daarentegen tot akkerbouwstreken. Sinds 1991 wordt het hele Noordelijk Westerkwartier tot het Centraal Weidegebied gerekend. De streek was vanouds welvarend. 
Het Zuidelijk Westerkwartier kenmerkt zich door een kleinschalig coulisselandschap met houtwallen en met streekdorpen als Marum en Grootegast die de oude dekzandruggen volgen. De meeste nederzettingen, die zijn ontstaan uit middeleeuwse veenontginningen. Het gebied vormt een landschappelijk gezien een voortzetting van de Friese Wouden en lijkt daar sterk op. De landbouwstatistiek rekende het Zuidelijk Westerkwartier in 1912 tot de zandstreken met een gemengde bedrijfsvoering, maar telt het sinds 1991 tot het Noordelijk Weidegebied.
Aan de zuidrand bevinden zich enkele dorpen met hoogveen, waar tot in de 20e eeuw turf werd gegraven (Leek, Zevenhuizen, De Wilp). Het Zuidelijk Westerkwartier werd lange tijd als een relatief arm gebied beschouwd, vanwege de kleinschalige boerenbedrijven. Na de Tweede Wereldoorlog werden vele plannen gemaakt de streek te ontwikkelen. Leek en Zuidhorn zijn forenzenplaatsen van Groningen.

## Politieke geschiedenis
Het Westerkwartier dankt zijn naam aan zijn ligging als westelijkste van de drie Ommelanden. Het werd gevormd na de Reductie van 1594 uit de drie bestaande districten, die voortaan als onderdistricten van het Westerkwartier gingen fungeren:
- Vredewold
- Langewold
- Middag-Humsterland

Middag-Humsterland bestond op zijn beurt uit de samengevoegde districten Humsterland en Middag, dat eerder een onderdistrict van Hunsingo vormde
Tot het einde van de vijftiende eeuw waren deze districten min of meer onafhankelijk. De drie landschappen Vredewold, Langewold en Humsterland maakten na 1536 deel uit van de Ommelanden Statenvergadering, maar bleven daarbinnen hun zelfstandigheid houden, naast Hunsingo en Fivelingo. Het Ommelander zegel en de munten die men liet slaan, bevatten dan ook de wapens van alle vijf de landschappen. Ook op kerkelijk vlak vormden deze drie districten tot 1559 (de facto 1568) samen met Achtkarspelen een afzonderlijk decanaat binnen het bisdom Münster. Na 1594 werd de gereformeerde classis Westerkwartier gevormd.
Om een einde te maken aan de aanhoudende conflicten werd in 1659 op last van de Staten Generaal een nieuwe indeling ingevoerd, die in 1749 weer werd afgeschaft. De nogal willekeurige grenzen van deze districten staan afgebeeld op de provinciekaart van Theodorus Beckeringh uit 1781.
Sinds 2019 omvat het Westerkwartier het grondgebied van de gelijknamige gemeente Westerkwartier, met uitzondering van de voormalige gemeente Hoogkerk. Oorspronkelijk bestond bestond het Westerkwartier sinds 1807 uit tien gemeenten. Acht daarvan fuseerden in 1990 tot vier nieuwe, namelijk Zuidhorn, Leek, Grootegast en Marum. Ezinge werd in 1990 bij Winsum gevoegd, maar in 2019 alsnog bij Westerkwartier gevoegd. Hoogkerk is sinds 1969 onderdeel van de gemeente Groningen. 
De vier gemeenten (Zuidhorn, Leek, Grootegast en Marum) telden in 2010 samen 60.450 inwoners (bron: CBS). Als Ezinge wordt meegerekend, komt het totaal op 62.100 inwoners.  De grootste plaatsen in het Westerkwartier zijn Leek en Zuidhorn.

## Nationaal Landschap Middag-Humsterland
De voormalige oude eilanden Middag en Humsterland vormen sinds 2005 een Nationaal Landschap en zijn voorgedragen voor de Werelderfgoedlijst van de UNESCO.
Het noordelijke deel van het Westerkwartier is een van de oudste cultuurlandschappen van West-Europa. Tot omstreeks 1100 n.Chr. had het zeewater vrij spel tot aan Marum. Rond 800 n.Chr. was de kuststreek een van de dichtstbevolkte gebieden van Nederland. Het land is over een lange periode van de zee gewonnen door onder meer wierdenbewoners, monniken van het klooster Aduard, vooraanstaande boerengeslachten als de familie Teenstra (Ruigezand) en tegenwoordig de waterschappen. 

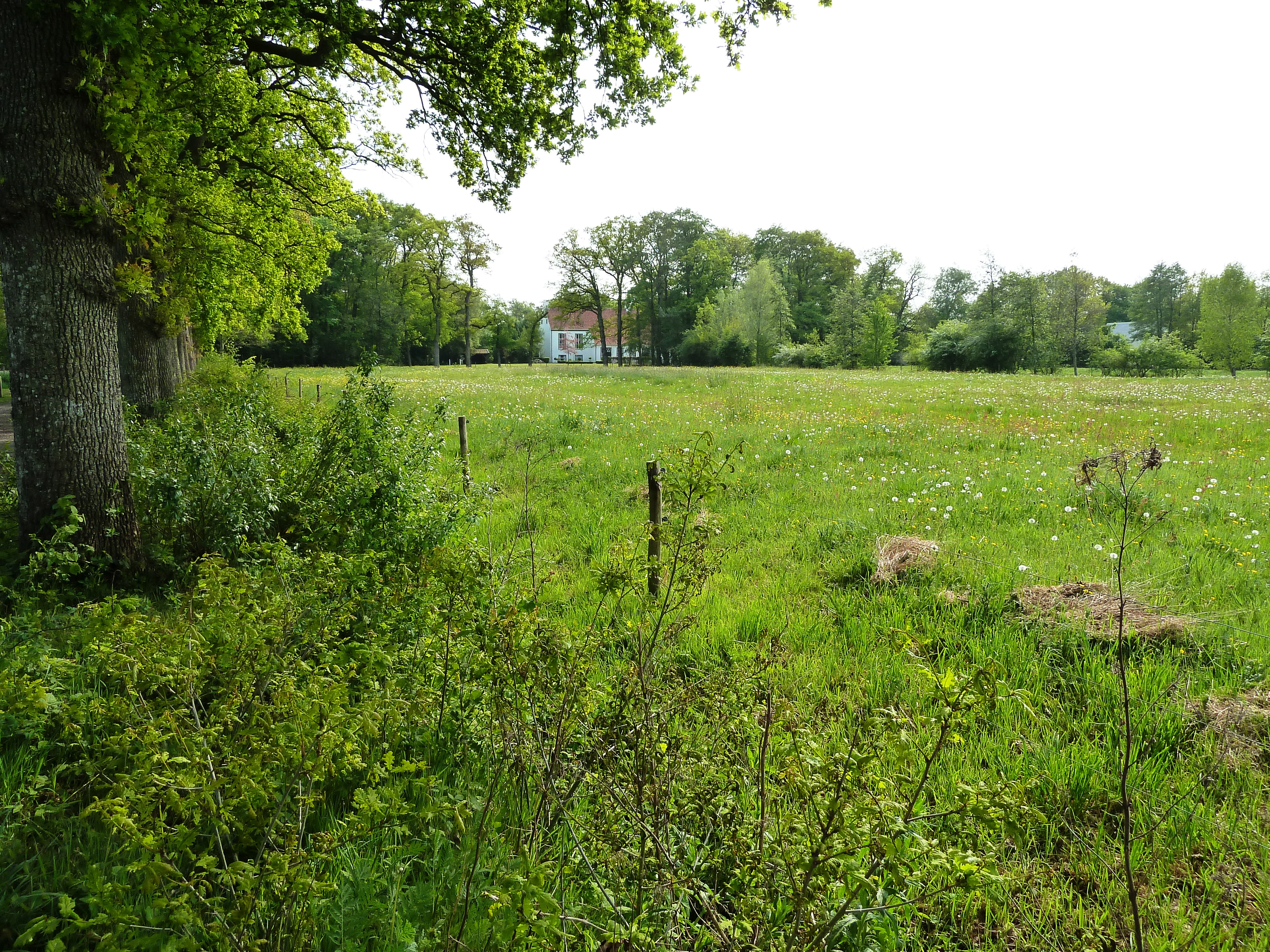
Coulisselandschap achter Niebert met het Iwema-steenhuis op de achtergrond
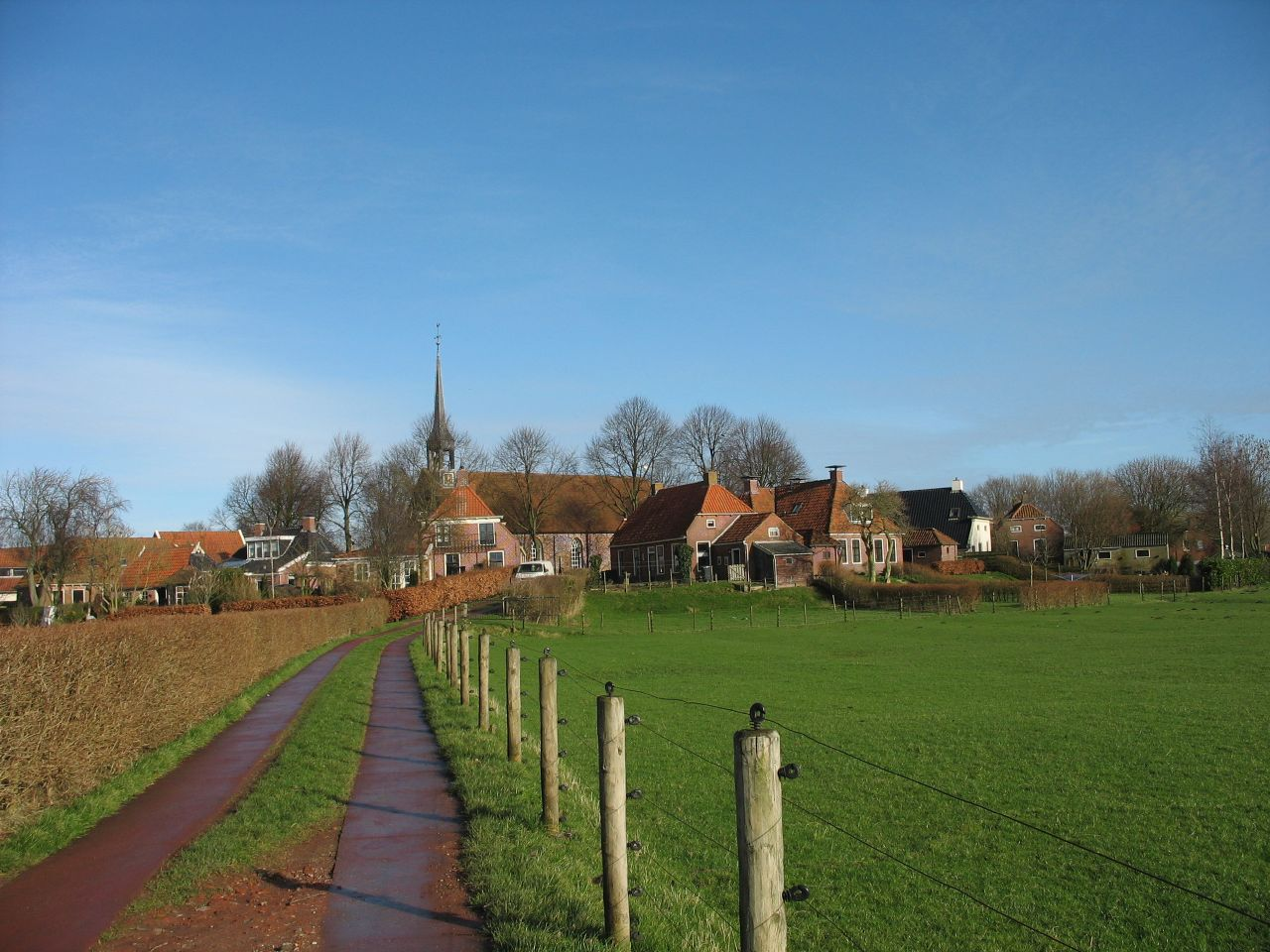
Het wierdedorp Niehove, gezien vanaf de zijde van de wierdeafgravingen
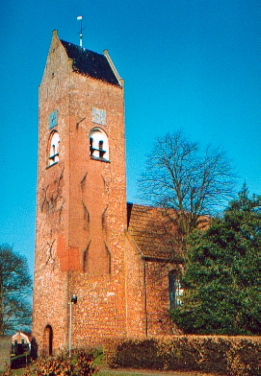
De 13e-eeuwse kerk van Tolbert
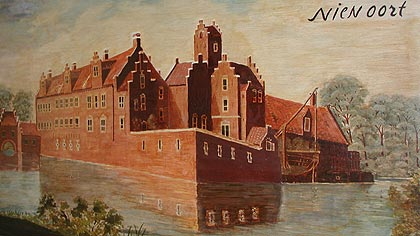
De vroegere borg Nienoord

## Plaatsen
De 10 grootste woonplaatsen in het Westerkwartier:
| Woonplaats (BAG) | Inwoners 2023 |
| ---------------- | ------------- |
| Leek             | 11.970        |
| Zuidhorn         | 8.610         |
| Marum            | 6.125         |
| Tolbert          | 4.455         |
| Grootegast       | 3.470         |
| Grijpskerk       | 2.905         |
| Zevenhuizen      | 2.800         |
| Opende           | 2.635         |
| Aduard           | 2.095         |
| De Wilp          | 1.685         |

## Taal
Het Westerkwartier heeft binnen het Gronings een typisch dialect dat veel invloeden heeft van de vroegere Friese taal die er gesproken werd, het Oosterlauwers Fries. Dit dialect is het Westerkwartiers (in het gebied Westerketiers genoemd) en wordt ook gesproken in de grensstreek van het aangrenzende Friesland. In de Westerkwartierse dorpen Marum, Opende,  De Wilp en Visvliet wordt, als enige plaatsen in Nederland buiten de provincie Friesland, door een deel van de bewoners ook Fries gesproken.